# 朱蔼信
朱蔼信（Jim Wong-Chu，1949年1月28日—2017年7月11日）是加拿大華裔诗人、电台主持人、摄影师、历史学家、社会活动家。 

## 生平
朱蔼信出生于香港，4岁时為規避加拿大的1923年華人移民法，通過纸生仔方式前往加拿大。曾前往不列顛哥倫比亞大學學習创意写作。1986年，朱蔼信出版诗集《华埠幽灵》（Chinatown Ghosts），這是第一本由加拿大华人发行的诗集。1986年，朱蔼信参与創辦亚裔加拿大作家工作坊，发掘了不少亚裔加拿大作家，例如邓敏灵。朱蔼信在工作坊基础上创办文学刊物《米纸》(Ricepaper)。1991年出版《多嘴鸟》（Many Mouthed Birds），收入了崔维新和余兆昌等人的作品。1975年至2013年期間，朱蔼信在加拿大郵政担任邮递员。2017年3月，朱蔼信中风，同年7月11日去世。